# Sarāsh
Sarāsh är en ort i Iran.   Den ligger i provinsen Gilan, i den norra delen av landet, 200 km nordväst om huvudstaden Teheran. Sarāsh ligger 322 meter över havet och antalet invånare är 138.
Terrängen runt Sarāsh är huvudsakligen kuperad, men västerut är den bergig.Runt Sarāsh är det ganska tätbefolkat, med 149 invånare per kvadratkilometer. Närmaste större samhälle är Lāhījān, 10,8 km norr om Sarāsh. I omgivningarna runt Sarāsh växer i huvudsak blandskog.